# Sten Hegeler
Sten Hegeler (født 28. april 1923 på Frederiksberg - 15. august 2021) var en dansk psykolog, sexolog og forfatter.
Hegeler blev student fra Metropolitanskolen i 1942. Han studerede medicin i seks år, før han skiftede over til psykologien og blev cand.psych. fra Københavns Universitet i 1953.  I 1948 udgav han Hvordan, mor?, der var banebrydende i seksualundervisningen af førskolebørn og som endda blev oversat til andre sprog. Han etablerede i 1950 egen psykologpraksis, som han drev gennem mange år.
Sammen med sin kone Inge Hegeler (1927 – 1996) redigerede han i 1960'erne og 1970'erne en populær sexbrevkasse i Ekstra Bladet. Også i det norske Dagbladet havde parret en sexbrevkasse i en årrække. Parret udgav desuden bøgerne Kærlighedens ABZ og Spørg Inge og Sten, sidstnævnte afledt af brevkassen. Fra 1973 til 1979 var Sten Hegeler redaktør af Forbrugerrådets blad Tænk. 
Sten Hegeler var søn af Poul Henningsen og havde to børn sammen med sin kone Inge Hegeler, Peter Lau Hegeler-Meile & Maria Rustik